# Sergio Costa
Sergio Costa (Napoli, 22 aprile 1959) è un generale, poliziotto e politico italiano, Vicepresidente della Camera dei deputati dal 19 ottobre 2022.
In precedenza, dal 1º giugno 2018 al 13 febbraio 2021 è stato ministro dell'ambiente e della tutela del territorio e del mare nei governi Conte I e II.

## Biografia

### Studi
Nel 1983 consegue la laurea in Scienze Agrarie presso la facoltà agraria dell'Università degli Studi di Napoli "Federico II". Tesi sperimentale in Fisioclimatologia animale.
Nel 1985 consegue il titolo di specializzazione di Divulgatore Agroforestale 
Dal 1995, è titolato S.F.P.-Scuola di Perfezionamento per le Forze di Polizia del Ministero dell'Interno con un Master di Alta Specializzazione in "Teoria del Coordinamento" ed ha frequentato il Corso di Formazione Dirigenziale del Corpo Forestale dello Stato. 
Nel 2006 ha conseguito un master in "Diritto e Gestione dell'Ambiente".

### Carriera in uniforme
Entrato nel 1987 nel Corpo Forestale dello Stato, poi dal 2005 al 2008 è stato Comandante della Polizia Provinciale di Napoli.
Rientrato al Corpo Forestale dello Stato, ha ricoperto i ruoli di: vice Comandante regionale della Basilicata (nel 2009); Comandante regionale della Basilicata (dal 2009 al 2012); Comandante provinciale di Napoli (dal 2012 al 2014); Comandante regionale Campania (dal 2014 al 2017); Comandante regionale Campania carabinieri forestale (dal 2017 al 2018).
Commissario straordinario di governo (dal 2001 al 2003) presso Istituto Sperimentale per la Selvicoltura di Arezzo.
Commissario straordinario di governo (dal 2003 al 2005) presso Istituto Sperimentale per l'Assestamento Forestale di Trento.
Docente nelle scuole di formazione del Corpo Forestale dello Stato e dell'Arma dei Carabinieri, è stato referente investigazioni "Ecomafia" presso la Direzione Nazionale Antimafia e, inoltre, è stato consigliere del comandante del Corpo Forestale dello Stato ed Ufficiale Generale presso gli Uffici di diretta collaborazione del Comandante generale dell'Arma dei Carabinieri.
Nel 2014 diviene comandante regionale della Campania del Corpo forestale dello Stato, con il grado di generale e la qualifica di Dirigente superiore. 
Dal 1º gennaio 2017, con il trasferimento del personale dal Corpo forestale all'Arma dei Carabinieri, assume il grado di Generale di brigata dei Carabinieri Forestali, di cui assume il comando della Regione Campania. dal 1º gennaio 2022 viene nominato Generale di Divisione dell'Arma dei Carabinieri. Dal 1 maggio 2024 viene nominato Generale di Corpo di Armata dell’Arma dei Carabinieri.

## Attività politica

### Ministro dell'ambiente
Il 25 febbraio 2018 Luigi Di Maio, prima delle elezioni politiche del 4 marzo, fa per la prima volta il nome di Sergio Costa come possibile futuro ministro dell'ambiente durante la trasmissione televisiva di Rai 3, "½ h in più". Il 31 maggio 2018, a seguito della formazione del Governo Conte I, viene indicato come Ministro dell'ambiente. Il giuramento da ministro avviene il giorno successivo.
Il 4 settembre 2019 è riconfermato nel Governo Conte II, che presta giuramento il giorno seguente. Resta ministro fino al 13 febbraio 2021, quando rientra in servizio. Diviene quindi consigliere del Comando Generale dell’Arma dei Carabinieri in materia forestale e ambientale per le profilature nazionali e internazionali.

### Deputato e vice Presidente della Camera
Alle elezioni politiche anticipate del 2022 viene candidato alla Camera dei Deputati nel collegio uninominale Campania 1 - 02 (Napoli: Quartiere 19 - Fuorigrotta), sostenuto dal Movimento 5 Stelle, ottenendo il 39,72% davanti all'ex capo politico pentastellato Luigi Di Maio (24,41%) e a Mariarosaria Rossi del centrodestra (22,52%).  Il 19 ottobre seguente viene eletto vicepresidente della Camera dei Deputati.
il 19 ottobre 2022 viene eletto vice Presidente della Camera dei deputati
Viene nominato Presidente del Comitato Sicurezza della Camera dei Deputati.
Nel febbraio 2023 è chiamato a presiedere la commissione d'indagine (giurì d'onore) sulle dichiarazioni rese dall'onorevole Giovanni Donzelli nella seduta del 31 gennaio 2023.
Nel dicembre 2023 è eletto coordinatore nazionale del comitato "Pianeta 2050", piattaforma interna al M5S che si occupa di politiche ambientali, agricole, alimentari e protezione animali.

## Riconoscimenti
- Nel 2022 viene nominato Laureato Illustre dell'Università Federico II di Napoli[senza fonte]
- nel 2022 viene nominato Accademico emerito dell'Accademia Italiana di Scienze Forestali
- Nel 2023 è insignito del premio Piersanti Mattarella[senza fonte]
- Nel 2024 insignito della Croce d'Oro al servizio militare[12]
- Nel 2024 viene nominato Commendatore di Grazia del Sacro ordine Militare Costantiniano